# Wilberforce Mfum
Wilberforce Kwadwo Mfum, né le 28 août 1936 et mort le 11 mai 2025, est un footballeur ghanéen des années 1960 et 1970. Il est attaquant.

## Biographie
International ghanéen, il remporte la CAN 1963, en inscrivant trois buts dont deux buts en finale. Il participe aux Jeux olympiques de 1964, où il est titulaire à tous les matchs, et inscrit un but contre l'Égypte. Le Ghana est éliminé en quarts-de-finale. Il joue également la CAN 1968, où il inscrit cinq buts, terminant deuxième buteur du tournoi derrière Laurent Pokou. Il est également finaliste du tournoi.
En club, il joue à Asante Kotoko jusqu'en 1968, puis évolue aux USA, tout d'abord avec Baltimore Bays en 1968, club avec lequel il dispute cinq matchs pour quatre buts. Il signe ensuite avec l'Ukrainian SC, puis en 1970 avec les Ukrainian Nationals, club avec lequel il termine co-meilleur buteur du championnat. Il finit sa carrière aux New York Cosmos en 1971 et en 1972. Lors de la première saison, il est demi-finaliste du championnat. Lors de la saison suivante, qui s'avère être sa dernière, il remporte la NASL.